# Karl Etter
Karl Etter (russisch Карл Антонович Эттер, Karl Antonowitsch Etter; * 1774; † 1. Augustjul. / 13. August 1831greg.) war ein russlanddeutscher Mineraloge.

## Leben
Etter war als Mineraloge bei der Oberschuldirektion des russischen Kaiserreiches angestellt. 1812 wurde er zum korrespondierenden Mitglied der Russischen Akademie der Wissenschaften gewählt.
Im Januar 1817 gehörte er zu den 33 Gründungsmitgliedern der Sankt Petersburger Mineralogischen Gesellschaft.
Außerdem war er Mitglied der Freien Ökonomischen Gesellschaft zu Sankt Petersburg sowie anderer Vereinigungen. Etter war Kunstsammler und überließ einige seiner Objekte der Kunstkammer in Sankt Petersburg.